# 山口重治
山口 重治（やまぐち しげはる）は、江戸時代前期の常陸国牛久藩の世嗣。通称は左門。

## 略歴
2代藩主・山口弘隆の三男。
寛文10年（1670年）に徳川家綱に拝謁。長兄の3代藩主・重貞の男子が早世したため、嫡子となり、元禄8年（1695年）に徳川綱吉に拝謁するが、その後廃嫡された。
代わって、長男・弘豊が嫡子となった。